# 楽園 (宗教)

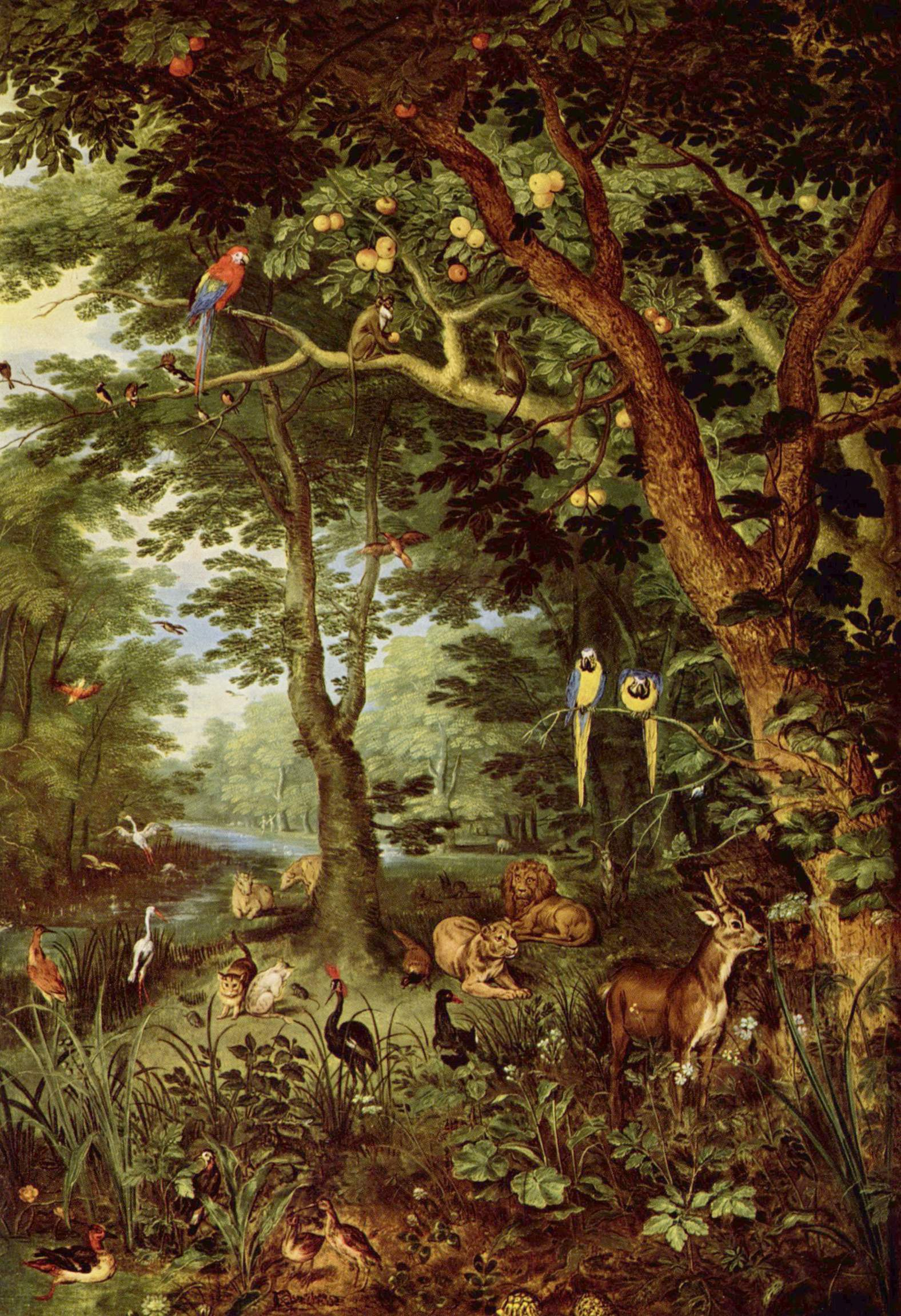
ヤン・ブリューゲルによる「楽園」

楽園（らくえん、英: paradise）、パラダイスとは肯定的で調和的で永遠である土地を表す宗教上、または形而上学的な用語である。
これは人類の文明に措定されている不幸に対立する概念であり、楽園においては平和と繁栄、幸福のみが存在するとされる。楽園は充足した場所であるが、豪奢であったり無為であったりする必然性はない。楽園はしばしば「高きところ」、最も神聖な場所とされ、現世や地獄のような冥界と対比される。

## 概要
楽園のイメージは様々な文化で共通しており、しばしば牧歌的であり、終末論的であったり宇宙論的であったりする。
終末論的な観点においては、楽園はしばしば有徳の人の住居と考えられる。キリスト教やイスラム教の理解では、例えばルカによる福音書でイエスがともに十字架に架けられた罪人に悔い改めた彼はイエスとともにパラダイスに入ると述べているように、天国は楽園的な安息であると考えられている。古代エジプトにおいては、死者は審判之後、アアルと呼ばれる狩りや漁に理想的な葦原に住むと考えられていた。ケルト人にとって楽園はマグ・メルという喜びの島であり、古代ギリシャ人にとっては、エーリュシオンが英雄や高潔の士が永遠の生命をおくる楽園であった。ヴェーダでは物理的な肉体が火で破壊されたのち最上天で再構成されると考えられていた。ゾロアスター教のアヴェスターでは「至高の存在」および「歌の家」が最も高潔な魂の住処とされた。
一方、宇宙論的な観点においては、楽園は悪に汚染される前の世界と考えられている。そのため、例えばアブラハムの宗教では楽園は堕落前の世界の完全な状態であるエデンの園と結びついており、来るべき世において回復されると考えられている。
この主題は、特に前近代において芸術や文学で一般的なものであり、よく知られた例としてジョン・ミルトンの失楽園が挙げられる。
楽園は、異なる社会であるユートピアと混同されてはならない。

## 語源
英語の paradise という語の語源は、アヴェスター語の pairi.daêza- に明らかなように古代イランに遡り、そこからギリシャ語の parádeisos (παράδεισος)、ラテン語の paradisus、フランス語の paradis を経て英語へと移入された。この古代東部イランの言語における字義は pairi- （周囲に）+ -diz（（壁を）作る）と成り立ちを持ち、「壁に囲われた」という意味である。スラブ系の言語、およびそれに影響を受けたルーマニアでは raj という言葉が使われるが、この語はペルシャ語の pardeis に由来するものと考えられている。
紀元前5、ないし6世紀までにこの古代イラン語は、「領域」を意味する語として、アッカド語の pardesu、およびエラム語の partetas になった。この語は次第に囲われた土地、とりわけよく世話された王室の庭園、ないし動物園を意味するようになった。その後、この語は動物園の意味で parádeisos としてクセノフォンのアナバシスに登場する。アラム語の pardaysa も「王室の庭園」を意味する。
ヘブライ語の pardes (פרדס) はタナハ（旧約聖書に相当するヘブライ語聖書）に三度登場する。雅歌4:13、コヘレトの言葉2:5、およびネヘミヤ記2:8である。これらの文脈ではこの語は「果樹園」と訳すことができる。紀元前3から1世紀に、七十人訳聖書においてギリシャ語の parádeisos はヘブライ語の pardes と gan（庭）の両方の訳語とされた。この用法から、paradise がエデンの園を意味する用法が始まった。同様の用法はクルアーンにおいて فردوس (firdaws) という形でアラビア語にも見られる。
壁に囲われている、という概念は多くのイラン語の用法で保存されておらず、単純に農園や耕作地を表しており、壁に囲われている必要はない。例えばペルシャ語に残っている pālīz ないし jālīz という言葉は畑の区画を意味している。このような開けた区画と壁に囲われた都市についての語の関係は、ドイツ語の Zaun（囲い）と英語の town（町）、や英語の garden（庭）とノルウェー語の garðr'、スラブ語の gard（ともに都市）の間にも見られる。

## 宗教

### ユダヤ教
ペルシャ語からヘブライ語に借入された pardes という語はバビロン捕囚からの解放後まで見られない。雅歌4:13、コヘレトの言葉2:5、およびネヘミヤ記2:8 に登場するが、いずれも原義の通り庭園を表すものであり、キュロス2世の庭園のことを述べている。
後に第二神殿時代に、楽園の概念はエデンの園、およびエデンの回復の預言と結びつき、天国と解されるようになった。七十人訳聖書はエデン（創世記2:7など）および回復されたエデン（エゼキエル書28:13など）の両者につき、およそ30回、この言葉を用いている。偽典『アダムとイブの生涯』において、アダムとイブは「エデン」でなく「楽園」から追放される。アダムの死後、ミカエルが遺骸を楽園に埋葬するため持ち去るが、この楽園は第3天に存在する。

### キリスト教
新約聖書は楽園を近代のユダヤ教と同様にとらえている。この言葉は三回使われる。
- ルカによる福音書23:43 - 十字架上のイエスによって、彼に覚えていてくれるよう乞うた罪人に対し用いられた。
- コリントの信徒への手紙二12:4 - パウロによって、ある人が見た第3天の様子に対し用いられた。
- ヨハネの黙示録2:7 - 創世記2:8 のエデンの園と生命の木に言及して用いられた。

2世紀、エイレナイオスは楽園を天国と区別した。『Against Heresies』の中で、価値あるものだけが天国に入り、他のものは楽園に、余のものは新しいエルサレムに住むと書いた。オリゲネスも同様に楽園と天国を区別し、楽園は高潔な死者の魂が天国へ登る準備をする地上の「学校」であると述べた。
初期キリスト教徒の中には、高潔な魂が復活を待つ「アブラハムのふところ」を楽園と同一視するものもあったが、他のものはアウグスティヌスのように一定した楽園観を持たなかった。
ルカによる福音書23:43 においてイエスはともに十字架に架けられた盗賊と会話している。彼が「イエスよ、あなたの御国においでになるときには、わたしを思い出してください」と言ったのに対し、イエスは「はっきり言っておくが、あなたは今日わたしと一緒に楽園にいる」と答えている。この言葉はしばしば、その日のうちに盗賊とイエスが復活を待つ休息の地に入る、という意味にとられている。楽園と、そこにいつ入るかについての多様な見解はルカによる福音書の節区切りによると考えられる。例えば古代シリアの２つの版は当該箇所を異なるように訳している。『Curetonian gospel』が「あなたは私と楽園に入ることになると、今日言っておく」と訳しているのに対し、『Syriac sinaitics』は「言っておくが、今日あなたは私と楽園に入ることになる」と訳している。同様に、ギリシャの初期の２つの写本も区切りが異なっている。バチカン写本が「今日」で区切っているのに対し、アレクサンドリア写本は「今日楽園に」で区切っている。

### モルモン教
末日聖徒イエス・キリスト教会、いわゆるモルモン教は楽園とは霊的な世界のことであると考えている。死後の霊魂が復活を待つ間すごす世界である。この意味において、「楽園」とは高徳の人の死後における状態である。一方、悪人やキリストの教えを学ぶ機会のなかった人たちは霊的な牢獄で復活を待つことになる。最後の復活ののち、すべての人々は霊的な位階に振り分けられると考えられているが、この状態も楽園と呼ばれることもある。

### イスラム教
クルアーンにおいて、楽園は jannah （庭園）と呼ばれ、なかでも最高位のものは firdaus と呼ばれる。アヴェスターにおけるものと同じ語源を持つこの言葉は、死後の最高の場所を表すために「天」(heaven) の代わりに用いられる。イスラム教において天とは世界、ないしは空のことである。

### その他の宗教・神話の「楽園」
| 楽園の名称         | 宗教/神話      | 備考、概要                                                                                 |
| ------------------ | -------------- | ------------------------------------------------------------------------------------------ |
| アアル             | エジプト神話   | 「アアルの野」「エジプトの葦の原野」とも呼称される。オシリスが支配する楽園。               |
| アヴァロン         | アーサー王伝説 | アーサー王が最期を迎えた地とされる。                                                       |
| アルカディア       | ギリシア神話   | ギリシャに実在する地名。牧人の楽園とされ、後に理想郷の代名詞となった。                     |
| エーリュシオン     | ギリシア神話   | 神に愛されし英雄の魂が住む地。                                                             |
| 幸福諸島           |                | ギリシア神話の英雄が住むとされる伝説上の島。大西洋に位置するとされる。                     |
| 極楽               | 仏教           | 阿弥陀仏の浄土。「幸福のあるところ」を意味する。                                           |
| タモアンチャン     | アステカ神話   | 泉や川、森、資源に満ちた、神々が住む地。                                                   |
| ティル・ナ・ノーグ | ケルト神話     | トゥアハ・デ・ダナーンが戦いに敗れて移り住んだとされる地。                                 |
| 常世の国           | 日本神話       | 海の彼方にあるとされる異世界。死後の世界とも、理想郷ともされる。                           |
| ニライカナイ       | 沖縄・奄美群島 | 東の海の彼方、あるいは海底、地底にあるとされる。人の魂はここから来て、死後再びここへ帰る。 |
| ヘスペリデスの園   | ギリシア神話   | ヘーラーの黄金の林檎の木が植えられている。                                                 |
| マグ・メル         | ケルト神話     | 「喜びの島」を意味する死者の国。                                                           |